# Реддуэй, Питер
Питер Брайан Реддуэй (варианты транскрипции Реддауэй или Реддавей; 18 сентября 1939, Англия — 29 июля 2024, США) — британско-американский политолог и историк, основатель и директор «Фонда имени Александра Герцена».

## Образование
Реддуэй получил степень бакалавра и магистра в Кембриджском университете. Во время аспирантуры он учился в Гарвардском и Московском университетах. Возможно, был в это время британским подданным.
После этого Реддуэй продолжил образование в Лондонской школе экономики и политических наук. В ней же он также и преподавал.

## Научные интересы
Сфера научных интересов Реддуэя — история советских диссидентов и правозащитников. Диссидентами заинтересовался ещё будучи студентом-русистом Кембриджа. Трижды приезжал на стажировки в МГУ. В 1960 году был выслан из СССР, возможно за помощь, оказанную жене одного из невозвращенцев, с которым он познакомился в Кембридже.
Был директором Института перспективных российских исследований в Вашингтоне, округ Колумбия, прежде чем стать профессором в Университете Джорджа Вашингтона. Его научные интересы включают историю СССР, политические события постсоветской эпохи, исследования России и истории Восточной Европы. Он вышел в отставку в 2004 году.
В 1969 году вместе со славистами Карелом ван хет Реве и Виллемом Яном Безмером он основал «Фонд имени Александра Герцена». Целью фонда была публикация материалов по советскому диссидентскому движению. Фонду имени Герцена сначала удалось опубликовать в западном мире работы советских диссидентов Андрея Амальрика, Юлия Даниэля, Ларисы Богораз, Андрея Синявского и Павла Литвинова.
В конце того же 1969 года Реддуэй поддержал организацию Кестонского института (Центра по изучению религии и коммунизма), его по праву считают своего рода «крёстным отцом» этой организации.
Во второй половине 1970-х входил совместно с Павлом Литвиновым и Эдом Клайном в редакционную коллегию журнала «Хроника прав человека», основанного в США Валерием Чалидзе.
Участвовал в качестве эксперта в работе I Международного конгресса памяти Андрея Сахарова «Мир, прогресс, права человека», проходившего в 1991 году в Москве.
В 2007 году вместе с Владимиром Буковским, Гарри Каспаровым и сэром Джеффри Биндманом подписал письмо в защиту насильственно госпитализированной в психбольницу Ларисы Арап.

### Смерть
Умер 29 июля 2024 года в США в возрасте 84 лет.

## Интересные факты
Во время стажировки Реддуэя в МГУ в начале 1960 или в 1961 году на одной с ним вечеринке оказался студент германского отделения института имени Мориса Тореза Борис Григорьев. Через несколько дней Григорьев был вызван в приёмную КГБ на Кузнецком мосту, дом 26. Сотрудника КГБ интересовало, как себя вёл Реддуэй. Как сообщает Б. Н. Григорьев, «Я рассказал о своих скудных впечатлениях и был отпущен восвояси». По-видимому, рассказ произвёл столь положительное впечатление, что после окончания института Григорьева пригласили работать в КГБ. Во всяком случае, сам Григорьев это предложение связывает именно с беседой по поводу Реддуэя. Карьера Григорьева, старт которой дало краткое знакомство с Реддуэем, развивалась весьма успешно — сначала в КГБ, а затем в СВР он занимался скандинавскими странами. Вышел в отставку в чине полковника в 1996 году.
Вскоре после первой встречи Григорьева с КГБ Реддуэй был выслан из СССР, что в глазах Григорьева было доказательством того, что «с нами рядом ходят шпионы». По утверждению Григорьева, «Потом на моем жизненном пути всплывала лишь фамилия англичанина и каждый раз в связи с его подрывной антисоветской деятельностью как сотрудника СИС, то есть британской разведки», однако никаких конкретных подтверждений связи Реддуэя с какой-либо разведкой полковник Григорьев не приводил.

## Награды
- Орден Креста земли Марии 2 класса (2002, Эстония)[13]

## Избранные публикации
- Uncensored Russia: The Human Rights Movement in the USSR (1972)
- Psychiatric Terror: How Soviet Psychiatry is Used to Suppress Dissent (met S. Bloch, 1977)
- Soviet Psychiatric Abuse (met S. Bloch, 1984)
- Authority, Power and Policy in the USSR (red. met T.H. Rigby en A. Brown, 1980)
- The Tragedy of Russia’s Reforms: Market Bolshevism Against Democracy (met D.Glinski, 2001)
- The Dynamics of Russian Politics: Putin’s Reform of Federal-Regional Relations (met R. Orttung, deel 1 in 2003, deel 2 in 2004)
- The Dissidents. 2020. Brookings Institution Press; 320 pages.
- Сидней Блох, Питер Реддауэй Диагноз: инакомыслие. Как советские психиатры лечат от политического инакомыслия = Diagnosis: political dissent. / Предисловие Владимира Буковского. Сокращённый перевод с английского. — London: OPI, 1981. — 422 с. — ISBN 0-903868-33-4